# Granhaga
Granhaga (en francès Gragnague) és un municipi francès situat al departament de l'Alta Garona, a la regió Occitània.

## Monument

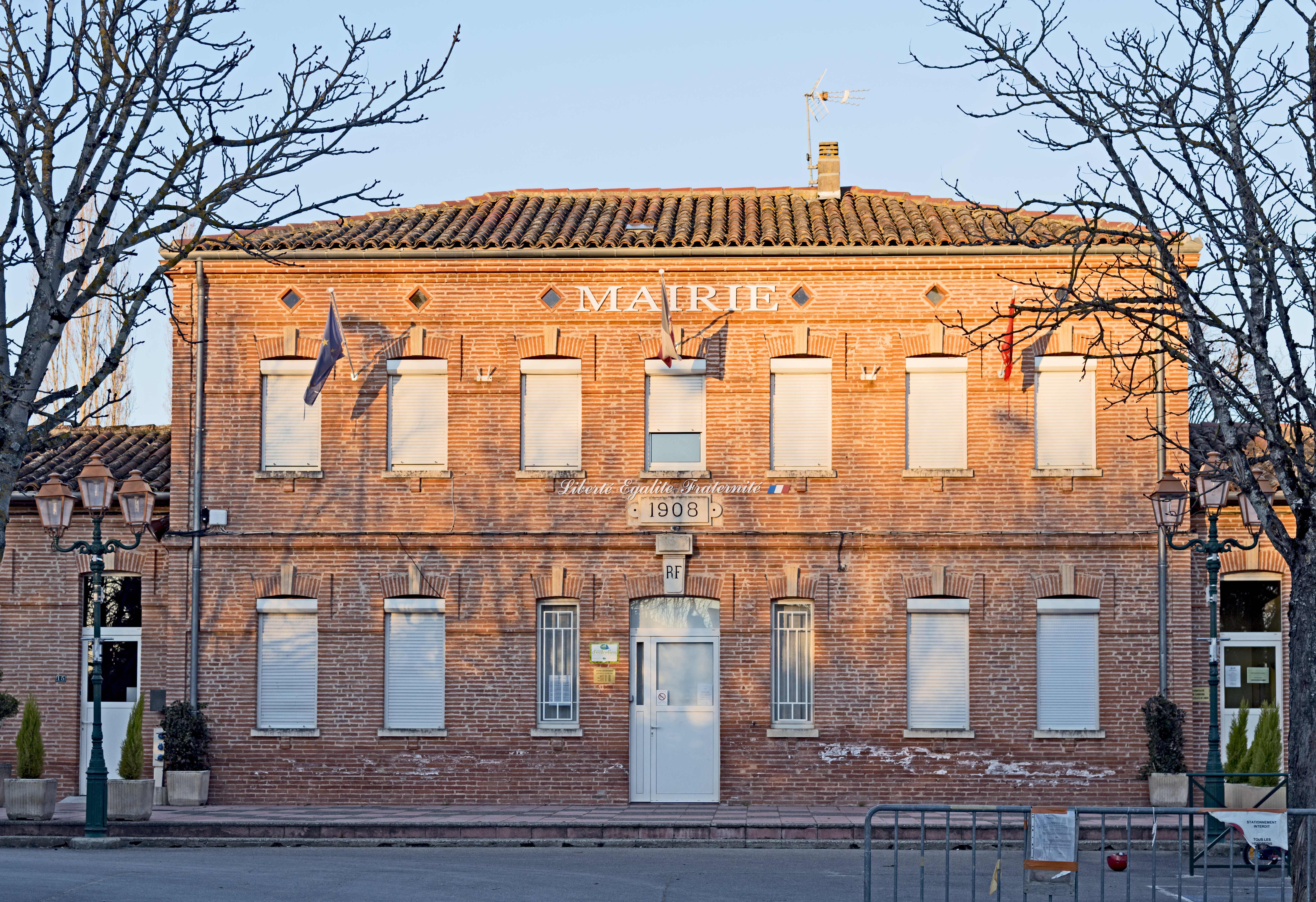
L'ajuntament.
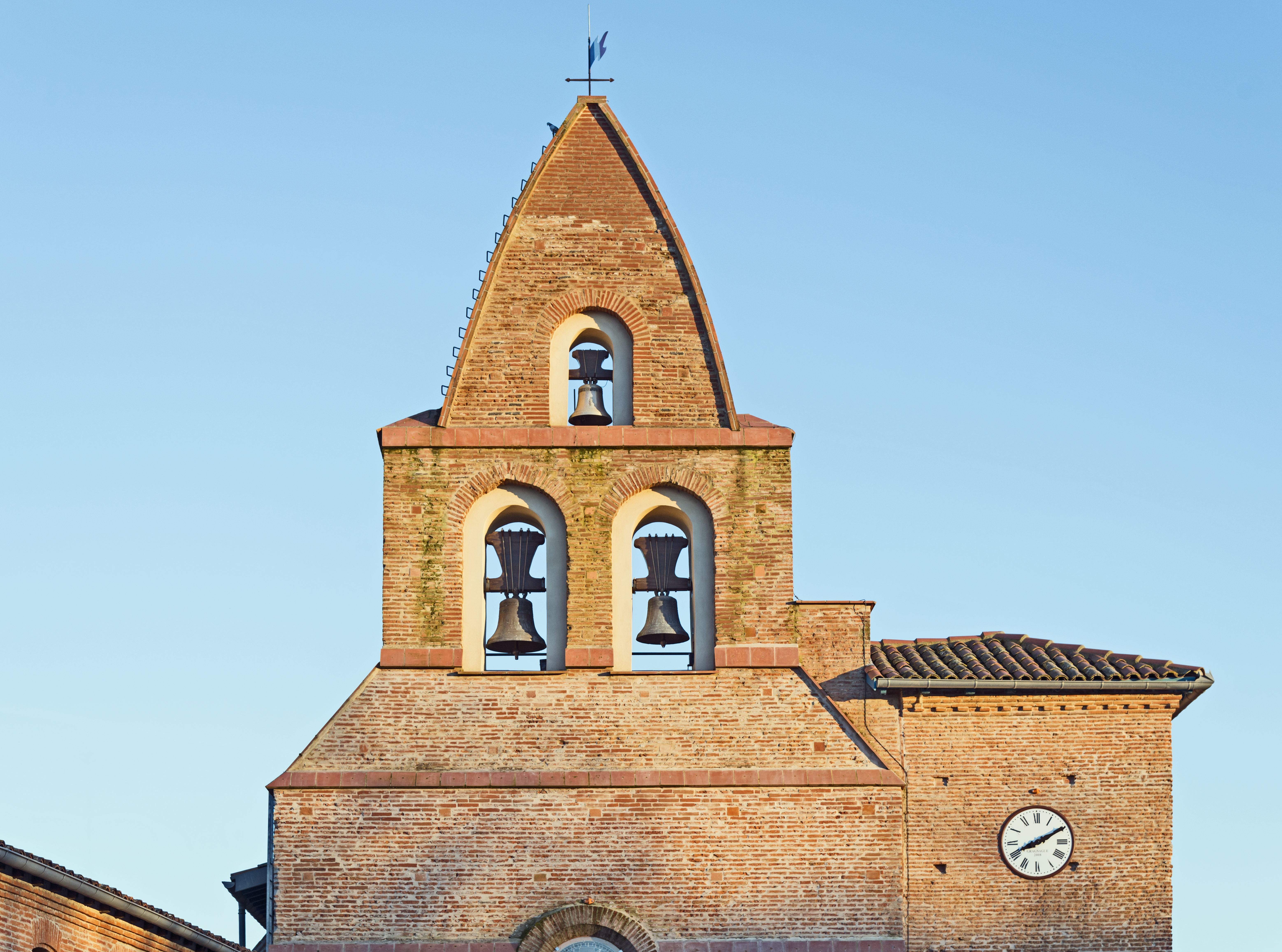
Església Saint-Vincent
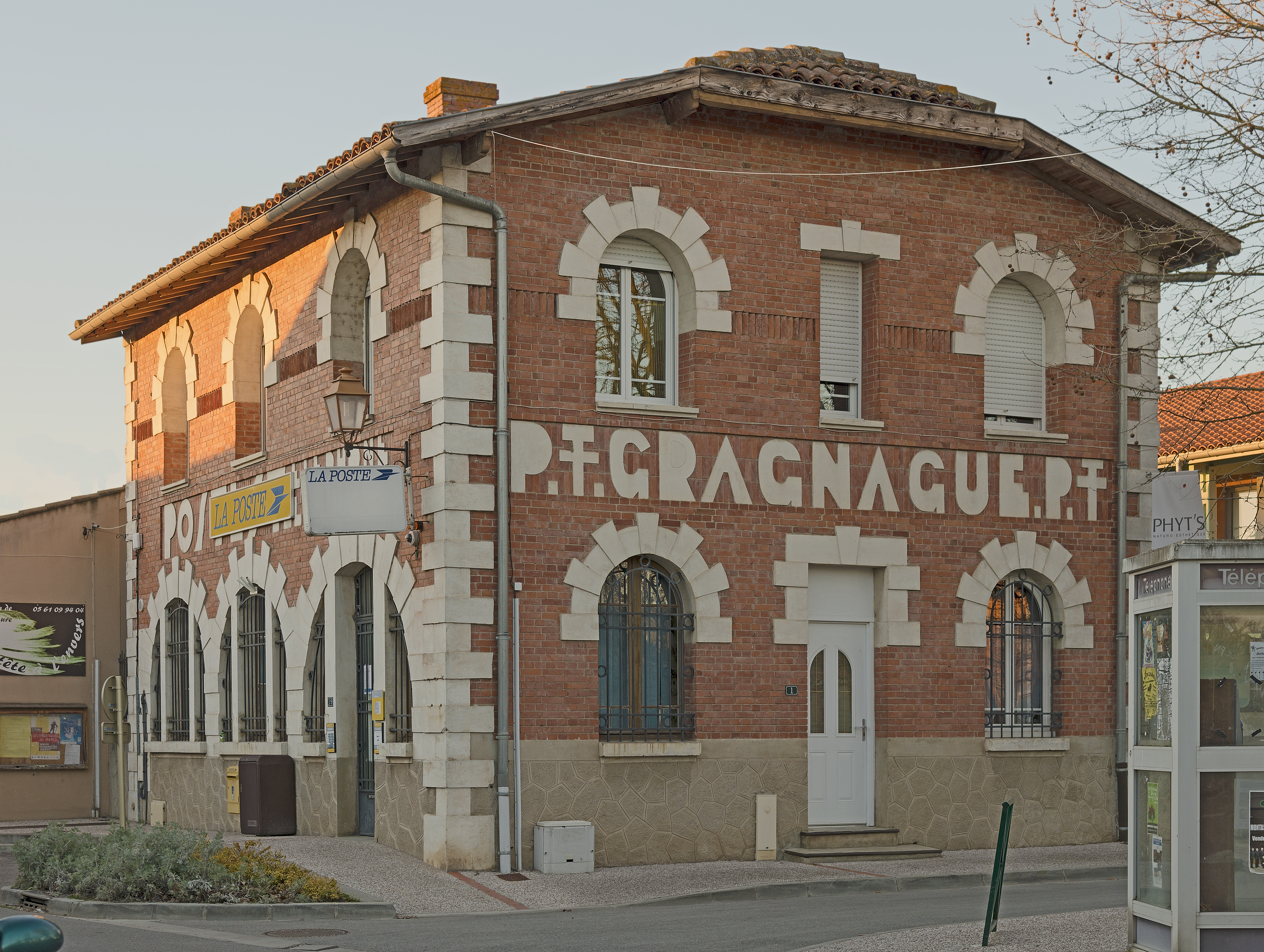
L'oficina de correus.